# FFV 013
FFV 013 (av Svenska Försvarsmakten benämnd Fordonsmina 13) är en svensk splittermina. Minan är avsedd för verkan mot fordon, helikoptrar och flygplan på marken, genom att med hjälp av sprängämne skjuta iväg en stor mängd stålsplitter i en bestämd riktning. FFV 013R är en mindre modell, R står för reducerad, den är hälften så stor, saknar noneltändning och benstöd. Minan tillverkas även av Danmark, Schweiz och Norge.
Minan monteras på ett stativ på marken eller fästs på ett träd. Minan är försedd med riktmedel. Det finns möjlighet att seriekoppla flera minor med hjälp av pentylstubin med sprängpatron vid ändarna.
Minkroppen består av en böjd kulplatta och ett plasthölje som innesluter en sprängladdning av hexotol, en primer och ett sprängkapselläge. Sprängkapselläget sitter på minkroppens baksida och är försedd med skyddspropp.

## Minlådan
Innehåll 13R:
- 1 st minkropp
- Tändmedel
- Monteringsmateriel

Vikt: 35 kg
Innehåll 13:
- 4 st minkroppar
- Tändmedel
- Monteringsmateriel

Vikt: 75 kg